# Lain (Yonne)
Lain é uma comuna francesa na região administrativa de Borgonha-Franco-Condado, no departamento de Yonne. Estende-se por uma área de 10,31 km². Em 2010 a comuna tinha 188 habitantes (densidade: 18,2 hab./km²).